# Faustina Fernandes Inglês de Almeida Alves
Faustina Fernandes Inglês de Almeida Alves (* 9. Juni 1956 in Luanda) ist eine angolanische Politikerin der Volksbewegung zur Befreiung Angolas MPLA (Movimento Popular de Libertação de Angola), die unter anderem seit 2017 Ministerin für Soziales, Familie und Frauenförderung (Ministra da Acção Social, Família e Promoção da Mulher) ist.

## Leben
Faustina Fernandes Inglês de Almeida Alves absolvierte eine Ausbildung zur Physiotherapeutin und spezialisierte sich am heutigen Staatlichen Berufsschulzentrum Nordhausen sowie an der Martin-Luther-Universität Halle-Wittenberg im Bereich Neurologische Physiotherapie. Nach ihrer Rückkehr trat sie in das Gesundheitsministerium ein und war Direktorin des Internationalen Austauschbüros sowie als stellvertretende Kabinettschefin des Gesundheitsministers. Im Anschluss war sie zwischen 1990 und 2005 Leiterin  des Zentrums für Medizin und Rehabilitation (Centro de Medicina e Reabilitação) in Luanda. Während dieser Zeit absolvierte sie zwischen 1994 und 1995 ein Studium im Fach Physiotherapie und Didaktische Pädagogik für Lehrer, das sie mit einem Bachelor abschloss. Des Weiteren begann sie 2002 ein postgraduales Studium im Fach Physiotherapie an der Universidade Privada de Angola (UPRA), das sie 2007 mit einem Lizenziat (Licenciatura em Fisioterapia) beendete. Im Laufe der Zeit nahm sie an mehreren Kongressen, Tagungen, nationalen und internationalen Konferenzen im technisch-naturwissenschaftlichen und technologischen Bereich der Gesundheitswissenschaften, insbesondere der Physiotherapie, teil.
Für die Volksbewegung zur Befreiung Angolas MPLA (Movimento Popular de Libertação de Angola) wurde Faustina Fernandes Inglês de Almeida Alves bei den Wahlen zur Nationalversammlung Angolas am 5./6. September 2008 auf der Landesliste (Círculo Nacional) zum Mitglied der Nationalversammlung (Assembleia Nacional) gewählt und gehörte dieser bis 2017 an. Während ihrer Parlamentszugehörigkeit war sie Mitglied des Ausschusses für Gesundheit, Kinder, Soziales und ehemalige Kombattanten (Comissão de Saúde, Infância, Acção Social e Antigos Combatentes). Sie wurde zudem Mitglied des Zentralkomitees (ZK) der MPLA sowie Mitglied des ZK der MPLA-Frauenorganisation OMA (Organização da Mulher Angolana). Naben ihrer Abgeordnetentätigkeit unterrichtete sie zwischen 2009 und 2018 als Assistenzprofessorin an der Universidade Privada de Angola.
2019 wurde Faustina Fernandes Inglês de Almeida Alves als Ministerin für Soziales, Familie und Frauenförderung (Ministra da Acção Social, Família e Promoção da Mulher) in das Kabinett Lourenço berufen.